# Patrik Nevalainen
Patrik Nevalainen, född 27 januari 1987 i Umeå, är en svensk ishockeyspelare som spelar för Yunost Minsk. 
Björklöven är hans moderklubb.
Patrik Nevalainen spelade junior-VM för Tre Kronor 2006. Säsongen 08/09 spelade han back i finska Lukko Rauma och värvades under säsongen 2010/2011 till Malmö Redhawks. Efter en säsong i Malmö värvades Nevalainen till Almtuna IS där han stannade i två säsonger. Inför säsongen 2013/2014 återvände Nevalainen till Björklöven då han skrev på ett tvåårskontrakt med sin moderklubb.
Patrik är tvillingbror till Frida Nevalainen.

## Klubbar
- IF Björklöven Moderklubb-2008
- Lukko 2008-2010
- Timrå IK 2010 (lån)
- Malmö Redhawks 2010-2011
- Almtuna IS 2011-2013
- IF Björklöven 2013-2014
- Karlskrona HK 2014-2015
- Yunost Minsk 2015-